# Dissipateur thermique
Un dissipateur thermique est un dispositif destiné à évacuer la chaleur résultante de l'effet Joule dans un élément semi-conducteur d'électronique de puissance. Il s'agit de dispositifs généralement munis d'ailettes, qui doivent de préférence être montées verticalement pour faciliter le refroidissement par convection.

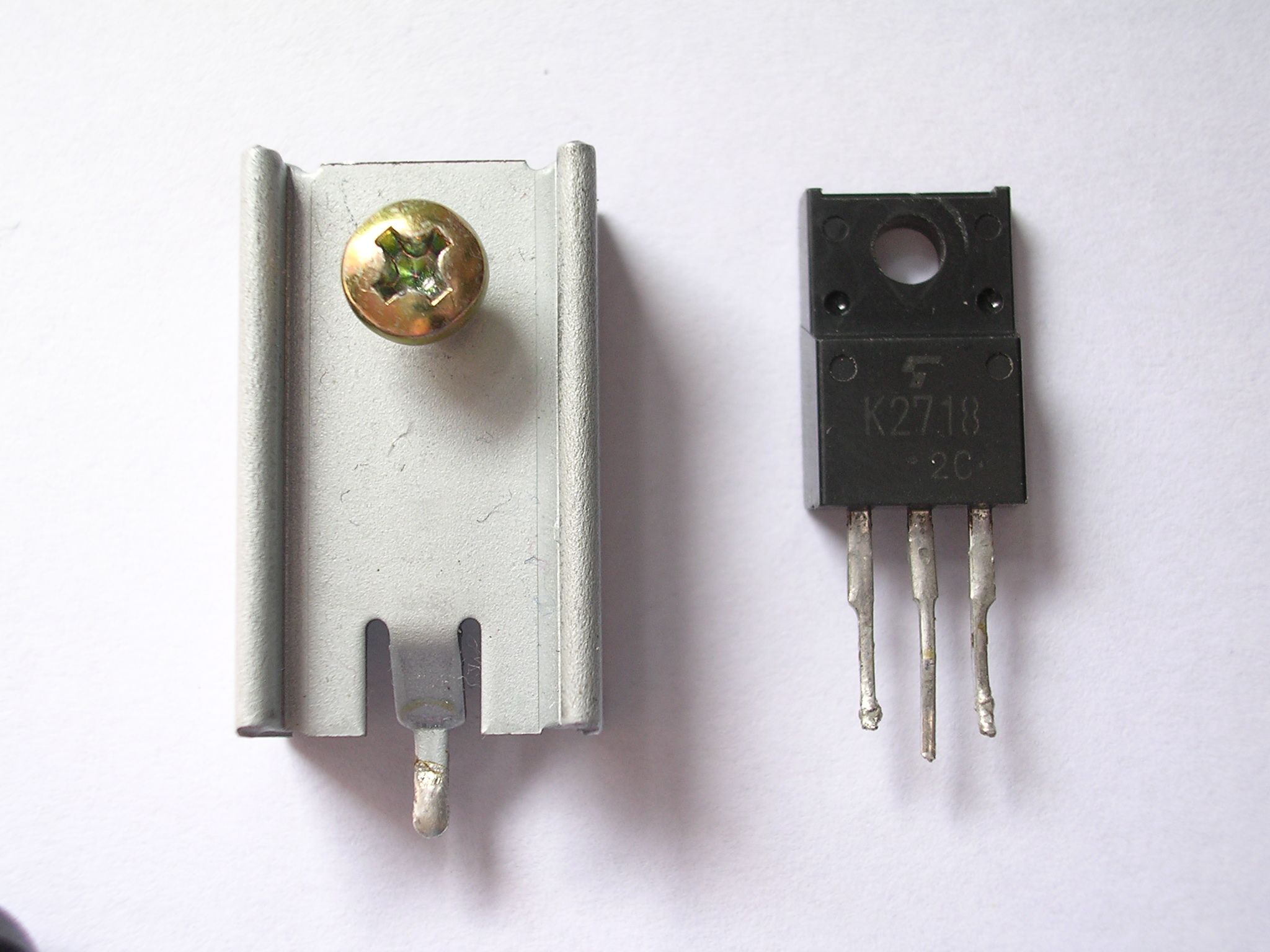
Transistor en boîtier plastique et dissipateur adapté

## Types

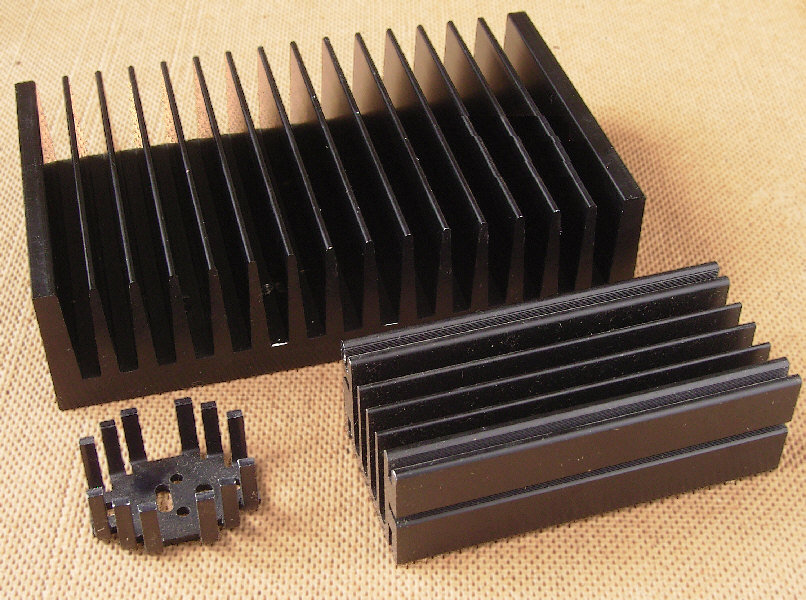
Dissipateurs anodisés noir en aluminium

De nombreux types de dissipateurs thermiques sont proposés par les constructeurs : dissipateur s'adaptant aux boîtiers ronds des transistors de petite et moyenne puissance, dissipateurs plats avec des ailettes plus ou moins grandes, pour le montages des éléments de puissance (diodes, transistors, thyristors, triacs, etc.). L'élément de puissance est fixé au refroidisseur avec une vis, un clip ou une colle conductrice de la chaleur.
Certains dissipateurs sont livrés « au mètre », l'utilisateur coupant la longueur voulue pour obtenir la résistance thermique souhaitée.
Pour son dimensionnement il faut se baser sur la loi d'Ohm thermique, laquelle permet d'évaluer l'élévation en température de l'élément en fonction de la puissance dissipée.